# Prix Egalité
Der Prix Egalité ist ein durch den Kaufmännischen Verband Schweiz verliehener Preis für Unternehmen, die sich für die Gleichstellung von Mann und Frau einsetzen. Der Preis wird in vier Kategorien vergeben. Die Gewinner von 2002 sind: Stadt Bern, Caritas Schweiz, Feller AG (Horgen) und Strasser Architekten. Die Gewinner von 2005 sind: Direktion für Entwicklung und Zusammenarbeit (DEZA), Bank Coop AG, Verkehrsclub der Schweiz (VCS) und Alternative Bank Schweiz (ABS). Die Gewinner von 2008 sind: Société coopérative Migros Genève, CSEM: Centre Suisse d’Electronique et de Microtechnique SA, Greenpeace Schweiz. Die Gewinner von 2011 sind: Citibank (Switzerland) AG, Bundesamt für Landwirtschaft und das Eidg. Volkswirtschaftsdepartement (Doppelpreis), Ergon Informatik AG und das Kompetenzzentrum Jugend und Familie Schlossmatt.